# Giuliano Razzoli
Giuliano Razzoli (* 18. prosince 1984, Castelnovo ne' Monti, Itálie) je italský reprezentant v alpském lyžování specializující se především na slalom a olympijský vítěz v této disciplíně ze Zimních olympijských her 2010 ve Vancouveru.

## Sportovní kariéra
V sezóně 2005–06 se stal mistrem Itálie ve slalomu v Santa Caterině, které znamenalo jeho vstup do reprezentačního A-týmu..
K roku 2010 se v závodech Světového poháru umístil třikrát mezi nejlepšími třemi závodníky, vždy ve slalomu. Dosud jediné vítězství se uskutečnilo 6. ledna 2010 v Záhřebu.
Jako italský reprezentant vyhrál olympijský slalom po dvaceti dvou letech od triumfu Alberta Tomby na ZOH 1988 v Calgary.

## Světový pohár
| Datum          | Místo                    | Závod  | Pořadí |
| -------------- | ------------------------ | ------ | ------ |
| 1. března 2009 | Kranjska Gora, Slovinsko | Slalom | 2.     |
| 6. ledna 2010  | Záhřeb, Chorvatsko       | Slalom | 1.     |
| 24. ledna 2010 | Kitzbühel, Rakousko      | Slalom | 3.     |